# Dębno
Dębno é um município da Polônia, na voivodia da Pomerânia Ocidental e no condado de Myślibórz. Estende-se por uma área de 19,51 km², com 13 137habitantes, segundo os censos de 2017, com uma densidade de 673 hab/km².